# Christopher Willis Gortner
 (juillet 2023).
Christopher Willis Gortner, est un romancier, hispano-américain, auteur de romans historiques.

## Biographie
Né et élevé à Malaga, en Andalousie, dans le sud de l'Espagne, Christopher Gortner est titulaire d'une maîtrise en littérature avec une spécialisation en études de la Renaissance au New College of California, ainsi que d'un diplôme du Fashion Institute of Design and Merchandising de San Francisco.
Après une carrière de onze ans dans la mode, C.W. a consacré les douze années suivantes au secteur de la santé publique. En 2012, il est devenu écrivain à plein temps à la suite du succès international de ses romans.

## Vie privée
Christopher Gortner vit aujourd'hui dans le nord de la Californie avec sa compagne et ses deux enfants.

## Œuvres
- (en) The Secret Lion, Heliographica Press, 2004  (ISBN 9781933037356)
- (en) The Last Queen, Ballantine Books, 2008  (ISBN 978-0345501844)L'histoire de Jeanne de Castille.
- (en) The Confessions of Catherine De Medici, Ballantine Books, 2010  (ISBN 978-0345501868)L’histoire de Catherine de Médicis.
- (en) The Queen's Vow, Ballantine Books, 2012  (ISBN 978-0345523969)L’histoire d'Isabelle la Catholique.
- (en) The Tudor Conspiracy, St. Martin's Press, 2013  (ISBN 978-1-250-04277-4)
- (en) The Tudor Vendetta, St. Martin's Press, 2014  (ISBN 978-1-250-05853-9)
- (en) Mademoiselle Chanel, William Morrow and Company, 2015  (ISBN 978-0062356406)L’histoire de Coco Chanel.
- (en) The Vatican Princess, Ballantine Books, 2016  (ISBN 9780-345523969)L’histoire de Lucrezia Borgia.
- (en) Marlene, William Morrow and Company, 2016  (ISBN 00624-0606X)L’histoire de Marlene Dietrich.
- (en) The Romanov Empress, Ballantine Books, 2018  (ISBN 00624-0606X)L’histoire de Dagmar de Danemark.
- (en) The First Actress, Ballantine Books, 2020  (ISBN 9781524799076)L’histoire de Sarah Bernhardt.
- (en) The American Adventuresss, William Morrow and Company/HarperCollins, 2022  (ISBN 9780063035805)L’histoire de Jennie Jerome.